# The Electric Warlock Acid Witch Satanic Orgy Celebration Dispenser
The Electric Warlock Acid Witch Satanic Orgy Celebration Dispenser – szósty album studyjny amerykańskiego muzyka Roba Zombie, wydany 29 kwietnia 2016 roku.
Album dotarł do 6. miejsca listy Billboard 200 w Stanach Zjednoczonych sprzedając się w przeciągu tygodnia od dnia premiery w nakładzie 40 tys. egzemplarzy.

## Lista utworów
Opracowano na podstawie materiału źródłowego.
1. "The Last of the Demons Defeated" - 1:33
2. "Satanic Cyanide! The Killer Rocks On!" - 2:58
3. "The Life and Times of a Teenage Rock God" - 2:54
4. "Well, Everybody’s Fucking in a U.F.O." - 2:43
5. "A Hearse That Overturns with the Coffin Bursting Open" - 1:30
6. "The Hideous Exhibitions of a Dedicated Gore Whore" - 2:46
7. "Medication for the Melancholy" - 2:26
8. "In the Age of the Consecrated Vampire We All Get High" - 2:15
9. "Super-Doom-Hex-Gloom Part One" - 1:29
10. "In the Bone Pile" - 2:33
11. "Get Your Boots On! That’s the End of Rock and Roll" - 2:46
12. "Wurdalak" - 5:30